# Charterferie
 Der er for få eller ingen kildehenvisninger i denne artikel, hvilket er et problem. Du kan hjælpe ved at angive troværdige kilder til de påstande, som fremføres i artiklen.

En charterferie er en  rekreativ ferie typisk med charterfly og ofte med  hotelværelse og  kvart, halv og hel pension.
Charterferie begyndte med solturisme sydpå. De klassiske rejsemål var Spanien med Gran Canaria og Grækenland, men solturisme-charterferie går nu også til Asien, Afrika og Sydamerika. Fx Thailand, Ægypten og Tunesien.
Denne form for ferie er udbredt i hele af Norden og i Storbritannien.
Charterferie kan også gå til storbyer.
Charterferie i Danmark blev udviklet af Simon Spies, Ejlif Krogager, Kai Dige Bach og Peter Ingwersen  midt i det 20. århundrede.